# María Ólafsdóttir
En aquest nom islandès, el darrer nom és un patronímic, no pas un cognom. La manera de referir-se a aquesta persona és pel nom de pila.

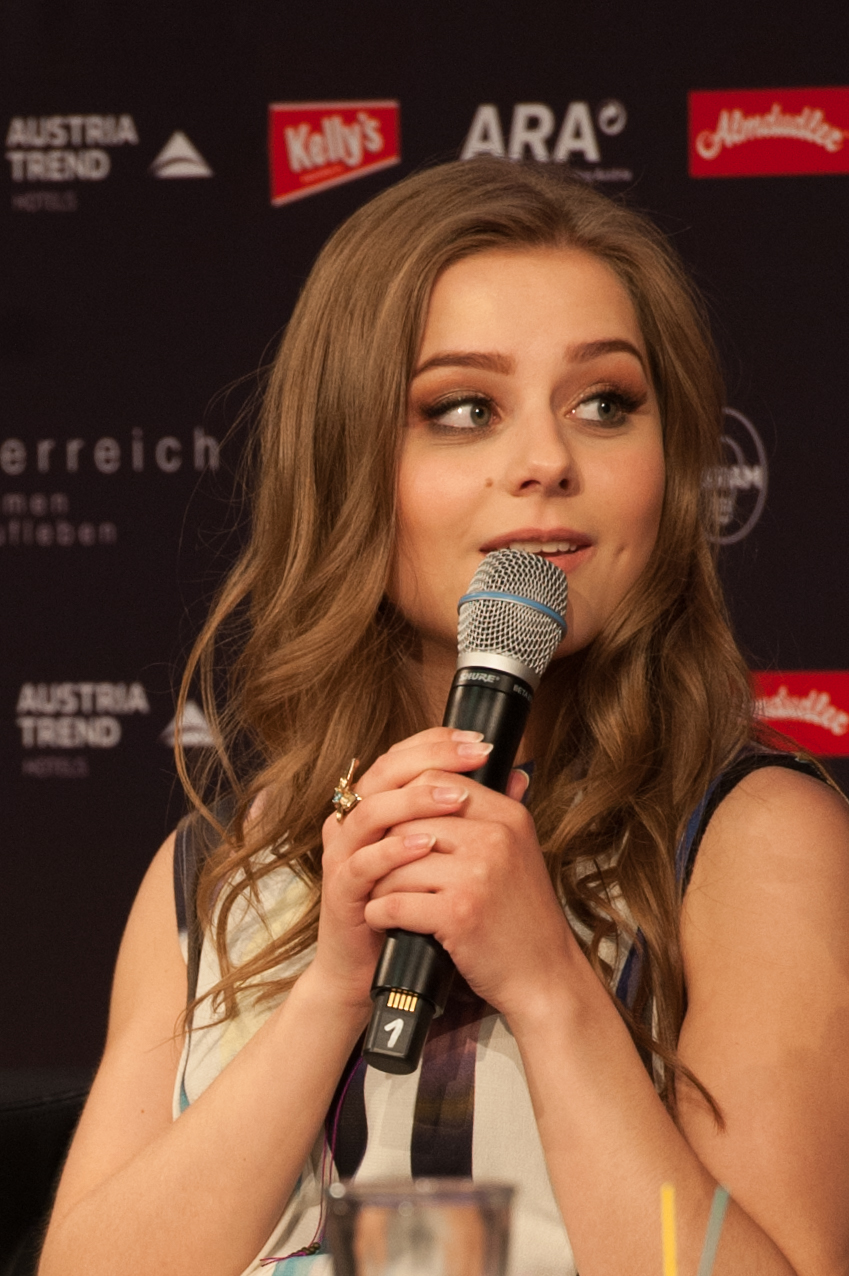
La María Ólafas en conferència de premsa del Festival d'Eurovisió de 2015

María Ólafsdóttir, també coneguda com a Maria Olafs, és una cantant i actriu islandesa coneguda per haver representat el seu país al Festival d'Eurovisió l'any 2015 amb la cançó Unbroken. Nascuda el 21 de març de 1993 a Blönduós (Islàndia) va guanyar el "Söngvakeppni Sjónvarpsins" en el qual fou escollida per representar el seu país. Als 11 anys va començar a actuar en obres teatrals tant amateurs com professionals. Entre les obres més destacades que ha representat hi ha The Message Pouch.